# Sestřelení bombardéru City of Savannah 5. března 1945
Sestřelení bombardéru City of Savannah 5. března 1945 je událost, k níž došlo během třinácté mise amerického bombardéru Lockheed/Vega B-17G-20-VE s/n 42-97542 z 563rd BS, 388th BG, 8th AF, USAAF (~ 563. bombardovací squadrony 388. bombardovací skupiny 8. letecké armády amerického armádního letectva) nad Německem. Na své palubě měl letoun devítičlennou posádku. Po poškození letadla německou protiletadlovou obranou se pilot pokoušel doletět do Polska, na území tehdy osvobozené sovětskou Rudou armádou. To se mu ovšem nepovedlo a s letounem se u Vísky ve Frýdlantském výběžku dnešní České republiky zřítil. Havárii osm letců přežilo, byli ale zajati nacisty a v zajetí zůstali až do konce války.

## Letadlo
Před druhou světovou válkou disponovalo vojenské letectvo Spojených států amerických (United States Army Air Corps, ve zkratce USAAC) bombardéry Martin B-10, které již na počátku třicátých let 20. století technicky zastarávaly. Na jejich náhradu vyhlásilo velení letectva USAAC dne 6. srpna 1934 soutěž, ve které požadovalo vyvinout těžký bombardovací letoun, jenž by mohl plně naložený bombami letět ve výšce tří kilometrů rychlostí 320 km/h po dobu minimálně čtyř hodin. Na výrobě nového letadla ve společnosti Boeing pracovali konstruktéři Edward Curtis Wells a E. Gifford Emery. Ti zkonstruovali stroj, který dostal označení B-17. Od jeho prvního návrhu po premiérový zkušební let, jenž Leslie R. Tower uskutečnil 28. července 1935, neuplynula doba ani jednoho roku. Postupem času prošel bombardér úpravami a modernizacemi, až po verzi B-17G, jíž se vyrobilo 8680 strojů. Mezi nimi též letoun označený 42-97542. Ten společnost Lockheed/Vega dodala 16. prosince 1943 do Denveru. Následně se 11. ledna 1944 přeřadil na základnu u Rochesteru ve Spojeném království a o dva dny později do Langley. Dne 25. ledna 1944 přešel do 482. bombardovací skupiny v Alconbury, následujícího dne k 96. bombardovací skupině v Snettertonu a o další den později (27. ledna 1944) se stal součástí 563. bombardovací squadrony 388. bombardovací skupiny, která sídlila na letecké základně číslo 136 nacházející se u města Knettishall v hrabství Suffolk na jihu Anglie.

## Poslední let

### Průběh letu
Dne 5. března 1945 vystartovalo na misi číslo 865 celkem 429 bombardérů a 689 stíhaček. Mířily na německé rafinérie. Primárním cílem náletu měl být závod na syntetická paliva u Ruhlandu. Ovšem s ohledem na nevlídné počasí, které tehdy panovalo, musely zvolit cíle sekundární, jimiž se pro 233 bombardérů B-17 a 369 stíhaček P-51 stalo město Chemnitz s příležitostnými cíli Plavno a Fulda. Dalších 120 bombardovacích letounů B-24 mířilo na ropné rafinérie u Hamburku a 27 stíhaček P-51 mělo za svůj náhradní cíl seřaďovací nádraží u města Kreuztal. Dalších 28 těchto stíhacích strojů letělo na průzkumnou misi a jiných 14 stíhacích letounů P-51 ve společnosti čtyř průzkumných letadel F-5 provádělo fotografickou průzkumnou misi.
Součástí mise byla také formace letounů B-17G z 563. bombardovací squadrony 388. bombardovací skupiny 8. letecké armády amerického armádního letectva (563rd BS, 388th BG, 8th AF, USAAF). Na pozici Hi-1-2 ve formaci letěl bombardovací letoun B-17G 42-97542 „City of Savannah“. Na své palubě nesl devítičlennou posádku, jíž velel pilot nadporučík Ralph Wade Kittle a dalšími členy byli copilot poručík Jon Edward Rutt, navigátor poručík John Edward Watkins, palubní inženýr technický seržant Lloyd Chester Sanford, radista technický seržant Salvatore Victor Genco, přední střelec štábní seržant Irwin Wolf Boxer, spodní střelec štábní seržant Alexander Raymond Kudla, boční střelec desátník Robert William Jones a zadní střelec štábní seržant Robert Hoyt Warren.

### Poškození letadla a jeho havárie
Při náletu na Plavno shodil letoun v 11.06 hodin své bomby na tamní seřaďovací nádraží. Následně však stroj poblíž českého města Kraslice zasáhla střela německé protiletadlové obrany, která jej poškodila a vyřadila dva ze čtyř jeho motorů. V tu chvíli bylo posádce jasné, že s takto poškozeným strojem již na Britské ostrovy nedoletí. Nacházeli se nad nepřátelským územím a tušili, že se letadlo zřítí. Snažili se proto dostat na území obsazené sovětskou armádou, tedy co možná nejdále za válečnou frontu, která se v té době nacházela asi třicet kilometrů od hranic s Polskem. O tomto svém úmyslu zpravil pilot hlášením i další letouny ve formaci. Tu pak následně opustil a letěl k severovýchodu. Aby co možná nejvíce letoun odlehčili, odhodili všechny zbylé bomby připravené na nálet na Chemnitz a zbavili se také zbraňových systémů, které bombardér zatěžovaly. Když přelétávali hory (jiné zdroje tuto událost lokalizují nad Frýdlantsko), zastavil se i třetí motor a letadlo následně začalo pozvolna klesat. Jakmile sklesali až na spodní úroveň mraků, začali členové posádky z letadla postupně vyskakovat. Osmi z nich se podařilo úspěšně dopadnout buď na zem nebo do větví stromů, ale devátému, zadnímu střelci Warrenovi, jenž skákal jako poslední, se již padák kvůli malé výšce nestačil otevřít a dopadl tvrdě do malého pískového lomu na okraji lesa východním směrem od Vísky, kde zahynul. Bombardér bez posádky pak ještě z jihovýchodního směru přeletěl nad Vískou a v 11.25 hodin se zřítil, když u železniční tratě narazil do země a vzňal se.

### Po dopadu
Pro vrak letadla si přijeli vojáci německého Wehrmachtu, kteří jej ve spolupráci se zdejšími četníky rozmontovali, ve Višňové naložili na vlak a po železnici dopravili do Liberce, kde jej zasypali spolu s dalšími letouny v některé z jam u růžodolského letiště.
Polovina přeživších z posádky včetně velitele Kittela se po dopadu schovávala před německými nepřáteli. Útočiště nalezli v jedné z místních stodol, ale po několika hodinách je objevila zdejší německá domobrana se psy a letce zajala. Zbylá čtveřice se schovávala v okolních lesích, avšak po dvou dnech němečtí vojáci dopadli i je. Následně všech osm Němci vyslýchali, mučili a umístili do zajateckých táborů. V nich trpěli hladem a absolvovali též dlouhé pochody při přesunech mezi tábory. Přesto se všichni dočkali konce války a vrátili se zpět do Spojených států amerických. Za svou statečnost v boji získali několikrát i vyznamenání.
Tělo posledního, devátého letce, jenž se při seskoku zabil, zaopatřil Rudolf Lorenc, jemuž patřilo pohřebnictví ve Vísce čp. 83. Poté tělo mrtvého pohřbili na hřbitově ve Višňové v těsném sousedství tamější márnice. Po válce přijeli do Višňové pro jeho ostatky Američané. Pro místní to byla velká událost i proto, že mezi vojáky se objevili také černoši, které někteří místní doposavad nikdy neviděli.
Neštěstí se podařilo objasnit až na začátku 21. století, neboť svědci nehody byli buď po druhé světové válce odsunuti, nebo zemřeli. A po roce 1948 navíc nepřála snahám o vyšetření havárie amerického letadla ani tehdejší vládnoucí strana v Československu. Havárie se tak stala nejdéle nevyjasněnou leteckou nehodou druhé světové války na území České republiky.

## Pomník

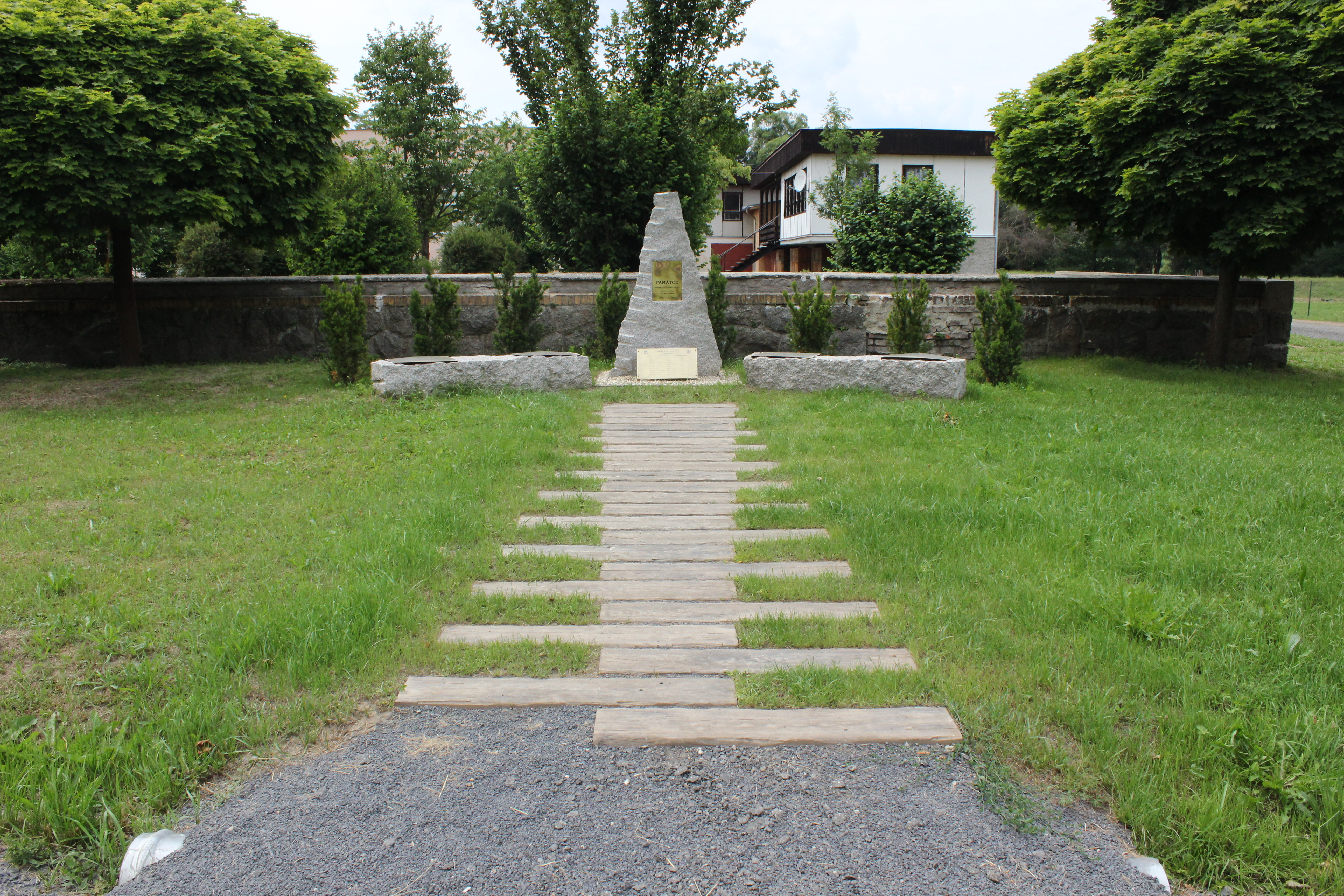
Památník posádce sestřeleného letadla

Dne 7. března 2015 byl v 16 hodin – u příležitosti sedmdesátého výročí nehody ve Vísce – odhalen pomník od Karla Kocmana připomínající toto neštěstí. Celý program začal ve 14 hodin mší v kostele Seslání svatého Ducha ve Višňové. Následně se účastníci historickými vozy přesunuli do Vísky k pomníku. Tam došlo k jeho odhalení za účasti zástupce ambasády Spojených států amerických Laurence Hilla, hejtmana Libereckého kraje Martina Půty, frýdlantského starosty Dana Ramzera či starosty Višňové Tomáše Cýruse. Na počest letců z havarovaného bombardéru navíc proletěly nad hlavami shromážděných stíhací letouny JAS-39 Gripen. V místním kulturním domě pak ještě probíhaly odborné přednášky a návštěvníci mohli zhlédnout výstavu modelů letadel.
Pomník je situovaný u zdi někdejší továrny „Hermann Pollacks & Söhne“ tak, aby byl dobře viditelný ze silnice III/0353, která východně od něj vede. Jeho půdorys má tvar letícího bombardéru. Zužující se přístupová cesta k pomníku symbolizuje trup stroje a hranoly, které jsou k němu umístěny v kolmém směru, představují jeho křídla. Okolo pomníku je vysázeno osm tisů (Taxus), jež představují přeživší členy posádky. Uprostřed je osazen blok ve tvaru trojúhelníku opracovaný z kusu liberecké žuly upomínající na letce, jenž havárii nepřežil. Celý monument stál asi jedno sto tisíc korun českých, na které se složili drobní dárci i dvě regionální firmy.